# لوئیس باربات
لوئیس باربات (اسپانیایی: Luis Barbat‎؛ زادهٔ ۱۷ ژوئن ۱۹۶۸) بازیکن بازنشسته فوتبال اهل اروگوئه است.

## باشگاهی
از باشگاه‌هایی که در آن بازی کرده‌است می‌توان به باشگاه فوتبال لیورپول (مونته‌ویدئو)، باشگاه فوتبال دانوبیو، کولو-کولو، استودیانتس اشاره کرد.

## تیم ملی
وی همچنین در تیم ملی فوتبال اروگوئه بازی کرده‌است.